# Massamba Sambou
Massamba Lô Sambou (Kolda, 17 september 1986) is een Senegalees voetballer die bij voorkeur als verdediger speelt. Sinds 2015 speelt hij bij AEL Limasol.

## Carrière
In 2006 tekende Sambou zijn eerste profcontract bij AS Monaco. In zijn laatste twee seizoenen bij de Monegaskische club werd hij achtereenvolgens verhuurd aan Le Havre en Nantes. Op 10 juni 2010 verliet hij de club transfervrij en tekende een 3-jarig contract bij het Griekse Atromitos.

### Interlandcarrière
Sambou speelde één interland voor Senegal, op 7 februari 2007 tegen Benin.
| Interlands van Massamba Sambou voor Senegal | Interlands van Massamba Sambou voor Senegal | Interlands van Massamba Sambou voor Senegal | Interlands van Massamba Sambou voor Senegal | Interlands van Massamba Sambou voor Senegal | Interlands van Massamba Sambou voor Senegal |
| No.                                         | Datum                                       | Wedstrijd                                   | Uitslag                                     | Competitie                                  | Goals                                       |
| Als speler bij AS Monaco                    | Als speler bij AS Monaco                    | Als speler bij AS Monaco                    | Als speler bij AS Monaco                    | Als speler bij AS Monaco                    | Als speler bij AS Monaco                    |
| ------------------------------------------- | ------------------------------------------- | ------------------------------------------- | ------------------------------------------- | ------------------------------------------- | ------------------------------------------- |
| 1.                                          | 7 februari 2007                             | Benin – Senegal                             | 1 – 2                                       | Vriendschappelijk                           | 0                                           |

## Statistieken
| Seizoen         | Club                |                      | Competitie      | Competitie | Competitie | Beker | Beker | Internationaal | Internationaal | Totaal | Totaal |
| Seizoen         | Club                | Wed.                 | Competitie      | Dlp.       | Wed.       | Dlp.  | Wed.  | Dlp.           | Wed.           | Dlp.   |        |
| --------------- | ------------------- | -------------------- | --------------- | ---------- | ---------- | ----- | ----- | -------------- | -------------- | ------ | ------ |
| 2006/07         | AS Monaco           | Vlag van Frankrijk   | Ligue 1         | 4          | 0          | 0     | 0     | –              | –              | 4      | 0      |
| 2007/08         | AS Monaco           | Vlag van Frankrijk   | Ligue 1         | 12         | 3          | 0     | 0     | –              | –              | 12     | 3      |
| Club totaal     | Club totaal         | Club totaal          | Club totaal     | 16         | 3          | 0     | 0     | –              | –              | 16     | 3      |
| 2008/09         | Le Havre AC         | Vlag van Frankrijk   | Ligue 1         | 19         | 2          | 2     | 0     | –              | –              | 21     | 0      |
| Club totaal     | Club totaal         | Club totaal          | Club totaal     | 19         | 2          | 2     | 0     | –              | –              | 21     | 2      |
| 2009/10         | FC Nantes           | Vlag van Frankrijk   | Ligue 2         | 19         | 2          | 0     | 0     | –              | –              | 19     | 2      |
| Club totaal     | Club totaal         | Club totaal          | Club totaal     | 19         | 2          | 0     | 0     | –              | –              | 19     | 2      |
| 2010/11         | Atromitos FC        | Vlag van Griekenland | Super League    | 17         | 1          | 4     | 0     | –              | –              | 21     | 1      |
| Club totaal     | Club totaal         | Club totaal          | Club totaal     | 17         | 1          | 4     | 0     | –              | –              | 21     | 1      |
| 2011/12         | LB Châteauroux      | Vlag van Frankrijk   | Ligue 2         | 10         | 0          | 0     | 0     | –              | –              | 10     | 0      |
| 2012/13         | LB Châteauroux      | Vlag van Frankrijk   | Ligue 2         | 14         | 0          | 1     | 0     | –              | –              | 15     | 0      |
| 2012/13         | LB Châteauroux      | Vlag van Frankrijk   | Ligue 2         | 12         | 1          | 0     | 0     | –              | –              | 12     | 1      |
| Club totaal     | Club totaal         | Club totaal          | Club totaal     | 36         | 1          | 1     | 0     | –              | –              | 37     | 1      |
| 2014            | NorthEast United FC | Vlag van India       | ISL             | 6          | 2          | –     | –     | –              | –              | 6      | 2      |
| Club totaal     | Club totaal         | Club totaal          | Club totaal     | 6          | 2          | –     | –     | –              | –              | 6      | 2      |
| 2014/15         | AEL Limasol         | Vlag van Cyprus      | A Divizion      | 1          | 0          | 0     | 0     | –              | –              | 1      | 0      |
| Club totaal     | Club totaal         | Club totaal          | Club totaal     | 1          | 0          | 0     | 0     | –              | –              | 1      | 0      |
| Carrière totaal | Carrière totaal     | Carrière totaal      | Carrière totaal | 114        | 11         | 7     | 0     | –              | –              | 121    | 11     |

Bijgewerkt t/m 17 maart 2015

## Erelijst

### MetAtromitos FC
| Competitie           | Winnaar | Winnaar | Runner-up | Runner-up |
| Competitie           | Aantal  | Jaren   | Aantal    | Jaren     |
| -------------------- | ------- | ------- | --------- | --------- |
| Nationaal            |         |         |           |           |
| Griekse voetbalbeker |         |         | 1x        | 2011      |